# اونای رمنتریا
اونای رمنتریا (انگلیسی: Unai Rementería؛ زادهٔ ۱۰ اوت ۱۹۹۹) بازیکن فوتبال است که به عنوان هافبک، قرضی از سی دی میراندس برای اتلتیک بیلبائو بی بازی می‌کند.